# Onthophagus compositus
Onthophagus compositus là một loài bọ cánh cứng trong họ Bọ hung (Scarabaeidae).